# Asse Viario Pigna-Soccavo-Pianura
L'Asse Viario Pigna-Soccavo-Pianura o anche Asse Viario Vomero-Soccavo-Pianura  è un raccordo perimetrale della tangenziale di Napoli aperto nel giugno del 1997.
La superstrada comincia da via Pigna (con un'ulteriore entrata da via Caldieri), lambisce Soccavo a nord e termina in via provinciale Montagna Spaccata, nel quartiere di Pianura.

## Descrizione
Il collegamento con la tangenziale tramite lo svincolo Vomero (uscita nº 9) è garantito per chi proviene dal Vomero dall'accesso di via Caldieri, mentre per chi proviene da Pianura l'accesso in tangenziale è garantito da un'apposita uscita.
Il percorso è prevalentemente in viadotto ed è munito di tre gallerie: Epomeo (la più lunga, di 300 m), Paradiso (140 m) e Pigna (98 m), sebbene abbia caratteristiche di una strada extraurbana a scorrimento veloce, cioè con svincoli, due corsie per senso di marcia e senza incroci a raso, è gestita direttamente dal comune di Napoli.
In futuro la perimetrale sarà unita ad una strada urbana di grande comunicazione che fungerà da tangenziale nord-ovest della città, la strada Occidentale, che proseguirà oltre il termine della perimetrale (sono visibili le entrate delle gallerie) verso nord, passando per la zona ospedaliera e la via Toscanella (dove è già presente un "Raccordo Chiaiano-Via Toscanella" dal 2001) e infine congiungersi con l'Asse Perimetrale di Melito-Scampia.

## Tabella percorso
| Asse Viario Pigna-Soccavo-Pianura |                                      |      |      |                 |
| Tipo                              | Indicazione                          | ↓km↓ | ↑km↑ | Quartiere       |
|                                   | via Pigna                            |      | —    | Arenella Vomero |
|                                   | via Caldieri svincolo Vomero         |      |      | Arenella Vomero |
|                                   | via Epomeo Rione Traiano Fuorigrotta |      |      | Soccavo         |
|                                   | Galleria Pigna                       |      |      | Soccavo         |
|                                   | Galleria Paradiso                    |      |      | Soccavo         |
|                                   | via Epomeo Soccavo                   |      |      | Soccavo         |
|                                   | Galleria Epomeo                      |      |      | Soccavo         |
|                                   | via Cinthia Pianura                  |      | —    | Pianura         |
|                                   | via Epomeo                           |      | —    | Pianura         |
|                                   | via provinciale Montagna Spaccata    | —    |      | Pianura         |